# Шикахохський заповідник
Державний заповідник «Шикахох» (вірм. Շիկահողի արգելոց) був створений в 1958 р. постановою Ради Міністрів ВірмРСР (№ П-341 від 13 вересня 1958 р.) на базі Капанського лісгоспу з метою збереження, вивчення і відновлення унікальної флори і фауни широколистяних лісів на північних схилах Мегринського хребта. У 1963 р. він був перетворений у Бартаський заказник і відновлений як заповідник тільки в 1975 р. Основні об'єкти охорони — широколистяні (дубові, грабові і дубово-грабові) ліси, унікальні рослинні угруповання (гаї ягідного тису, східного платана і східного бука), їх рослинний і тваринний світ.

## Загальна характеристика
Заповідник розташований на самому півдні  Вірменії в Капанському районі Сюнікської області і займає територію 29 505,845 га, включаючи 12 137,075 га заповідника та заказника «Платановий гай» і 17 368,77 га і заказника «Зангезур». Територія заповідника включає в себе Шикахохське і Мтнадзорське урочища. До 2006 р. його площа була меншою, 10 330 га.
Шікахох займає північний макросхил Мегринського хребта в басейнах рр. Цав і Шикахох і включає в себе вершини гір Шахбуз (2372 м), Гюмаранц (2366 м), Мазра (2198 м) і Бартас (2186 м). Впритул до заповідника примикають села Шикахох, Срашен, Цав, Шишкерт і Неркін Анд.
Межі заповідника проходять на півдні по вододілу Мегринського хребта, а з інших боків — уздовж кордонів общинних земель вищевказаних сіл.
Усі види діяльності, пов'язані з дослідженнями природних екосистем, генетичних ресурсів, ландшафтного та біологічного різноманіття, збереженню природної спадщини, відновленню та обліку природних ресурсів здійснюються державною некомерційною організацією "Державний заповідник «Шикахох». У віданні цієї організації знаходиться і управління державними заказниками «Платановий гай» і «Зангезур».

## Природні умови
Гірський сильно пересічений рельєф створює велику різноманітність природно-кліматичних умов де буквально кожна ущелина має свій мікроклімат. Мегринський хребет, що охоплює заповідник з півдня і заходу, перешкоджає проникненню сухих повітряних мас з Ірану, але затримує вологі повітряні течії, що йдуть з Каспійського моря. У результаті цього, клімат в Шикахохі вологий і помірно теплий..
Заповідник розташований на висотах від 700 м над р.м. (долина р. Цав) до більш ніж 2000 м на Мегринському хребті. Низинні і середньогорні ділянки вкриті густим широколистяним лісом, який на великих висотах змінюється субальпійськими луками. Домінують висоти 1400–1800 м над р. м. і крутизна схилів 30—40 градусів. На деяких ділянках Мегринського хребта серед лісу розташовуються круті скелясті масиви.
Шікахох рясніє дрібними гірськими річками, що несуть свої швидкі води в р. Цав та її притоки, ріки Шикахох і Мазра. Є також прісноводні джерела, подекуди оточені болотистими ділянками.
У низинах сніговий покрив швидко сходить і утворюється не щороку, досягаючи товщини не більше 10 см. На максимальних же висотах він досягає в товщину 200 см і може лежати до 230 днів у році. Середньорічна кількість опадів становить від 530 мм в низинах до 850 мм високо в горах.
У Шикахохі поширені гірсько-лісові, гірсько-лугові ґрунти та їх різновиди. З ландшафтів переважають дубові, грабові і дубово-грабові ліси, що займають майже весь середній пояс гір — 1000–2200 м над р.м. До висоти 900–1000 м ростуть рідколісся з дуба араксинського Quercus araxina і держидерева Paliurus spina-christi (шибляк), які розширюють свої площі на місцях зведених дібров. Вище, до 1300 м, росте ліс з дуба грузинського Quercus iberica і супутніх видів, які ще вище заміщуються дубом крупнопильниковим Quercus macranthera. На північних схилах звичайні ліси з граба кавказького Carpinus caucasica, а на ділянці Мтнадзор зберігся незайманий дубовий ліс. Біля верхньої межі лісу, до 2400 м, дуб крупнопильниковий утворює рідколісся, а нижче — густі ліси з добре зімкнутими кронами. Це видно на картах Міністерства охорони природи Республіки Вірменія, адаптованих авторами офіційного сайту.
У середній смузі гір подекуди зустрічаються вторинні післялісові луки, але їх площі невеликі через низьку інтенсивність рубок.
Субальпійські луки дуже багаті різними видами трав'янистих рослин.

## Флора
Флора вищих рослин нараховує 1074 види, 432 роди і 92 родини. Основні види — це едифікатори (найбільш характерні представники) лісових екосистем: дуб грузинський Quercus iberica, дуб крупнопильниковий Q. macranthera, граб кавказький Carpinus caucasica, клен польовий Acer campestre, клен грузинський A. ibericum, клен гірканський A. hyrcanum, тополя гостроплодна Fraxinus oxycarpa, жимолость кавказька Lonicera caucasica, жимолость грузинська L. iberica, жимолость східна L. orientalis, жимолость козяча L. caprifolium та інші види.
У заповіднику ростуть дуже рідкісні реліктові види папоротей: вужовник звичайний Ophioglossum vulgatum і орляк кримський Pteridium tauricum. Виявлені 18 видів водоростей. До складу флори Шикахоху входять також ендемічні види: груша зангезурська Pyrus zangezura, ожина Тахтаджяна Rubus takhtadjanii, тюльпан змішаний Tulipa confusa, пролісок закавказький Galanthus transcaucasicus, пролісок Артюшенка G. artjuschenkoae, сімфіандра зангезурська Symphyandra zangezura, звіробій Елеонори Hypericum eleonorae та інші.
Завдяки м'якому, вологому і помірно теплого клімату тут зберігся ряд реліктів третинного періоду, з яких у Вірменії найбільш відомий тис ягідний Taxus baccata. Шикахох — одне з трьох місць в республіці, де зберігся цей вид. На кордоні заповідника в долині р. Цав знаходиться найбільший на Кавказі гай платана східного Platanus orientalis.
До Червоної книги колишнього СРСР було занесено 18 видів флори заповідника. Це бересклет оксамитовий Euonymus velutina, тис ягідний Taxus baccata, платан східний Platanus orientalis, гранат звичайний Punica granatum, хурма звичайна (кавказька) Diospyros lotus, дзельква граболистна Zelkova carpinifolia, ялівець смердючий Juniperus foetidissima, дуб заражений Quercus infectoria, інжир Ficus carica, анакамптис пірамідальний Anacamptis pyramidalis, пильцеголовники крупноквітковий Cephalanthera damasonium, довголистий C. longifolia і червоний C. rubra, лімодорум недорозвинений Limadorma abortivuna, офріс оводоносна Ophrys oestrifera, півонія вузьколиста Paeonia tenuifolia, беладонна Atropa belladonna і мак приквітниковий Papaver bracteatum.

## Фауна
Фауна Шикахоху перебуває під впливом іранської, анатолійської, мало-кавказької і, частково, середньоазіатської фаун. Тут багато представлені ендемічні безхребетні види: Phytodrymadusa armeniaca, Nocarodes armenus, Dictyla subdola, Geotomus punctulatus, Amphicoma eichleri, Cantharis araxicola, Tomomyza araxana, Bombilius schelkovnikovi, Shadinia akramowskii, Gabbiella araxena, Pupilla bipapulata, Zodarion petrobium та інші.
Комах близько 1000 видів з 7 рядів, 106 родин і 566 родів. З них 37 видів зустрічаються тільки в заповіднику, 27 — рідкісні, зникаючі та з обмеженим ареалом і 4 — надзвичайно рідкісні.
У річках Цав, Шикахох, Мазра та їх численних притоках мешкають 6 видів риб, з яких найцінніша — струмкова форель Salmo trutta fario.
Амфібії нечисленні, всього 4 види. Рептилій 26 видів: 11 видів ящірок, 13 змій і 2 черепах. У Червону книгу Вірменії занесені 5 видів рептилій: середземноморська черепаха Testudo graeca, довгоногий сцинк Eumeces schneideri, котяча змія Telescopus fallax, закавказький полоз Zamenis hohenackeri і вірменська гадюка Montivipera raddei. З них, середземноморська черепаха і вірменська гадюка занесені в Міжнародний червоний список зникаючих видів.
Орнітофауна представлена 141 видами птахів, що в основному мешкають в лісах. Багато видів занесені до Червоної книги Вірменії: коротконогий яструб Accipiter brevipes, звичайний змієїд Circaetus gallicus, беркут Aquila chrysaetos, ягнятник Gypaetus barbatus, білоголовий сип Gyps fulvus, оливкова бджолодка Merops superciliosus, прикаспійський улар Tetraogallus caspius, кавказький тетерук Tetrao mlokosiewiczi, чорна жовна Dryocopus martius, червоноголовий сорокопуд Lanius senator, товстодзьоба кропив'янка Sylvia crassirostris, золотогуза кам'янка Oenanthe xanthoprimna, строкатий скеляр Monticola saxatilis, синій скеляр Monticola solitarus, синьошийка Luscinia svecica, білогорлий соловейко Irania gutturalis, звичайний ремез Remiz pendulinus, середземноморська гаїчка Poecile lugubris, стінолаз Tichodroma muraria і скельна вівсянка Emberiza buchanani. Кавказький тетерук також занесений до Міжнародного червоного списку зникаючих видів.
Фауна ссавців включає в себе 1 вид зайцеподібних, 3 види комахоїдних, 6 видів рукокрилих, 15 видів гризунів, 9 видів хижих і 4 види копитних. Найбільш звичайними є види, типові для лісових екосистем і толерантні до присутності людини: південний їжак Erinaceus concolor, лісова соня Dryomis nitedula, мала ласиця Mustela nivalis, кам'яна куниця Martes foina, звичайна лисиця Vulpes vulpes та інші. Водночас, є й інші лісові види які намагаються триматися на відстані від людини: європейський борсук Meles meles, вовк Canis lupus, бурий ведмідь Ursus arctos, європейський лісовий кіт Felis silvestris, євразійська рись Lynx lynx, європейська сарна Capreolus capreolus і кабан Sus scrofa. Нерідко, особливо влітку, вони заходять і в субальпійські луки. Безоаровий козел Capra aegagrus дотримується крутих скелястих масивів, розкиданих в лісовій та субальпійській зонах. У заказнику «Зангезур» у невеликих кількостях трапляється арменійський муфлон Ovis orientalis gmelinii. Безсумнівно, найбільш рідкісним видом ссавців є кавказький леопард Panthera pardus ciscaucasica, інакше званий перським леопардом P. p. saxicolor, який зрідка реєструється на скелястих ділянках в субальпійській зоні по південному та західному кордонах заповідника.
З ссавців до Червоної книги Вірменії занесені нічниця Наттерера Myotis nattereri, їжатець індійський Hystrix indica, сирійський бурий ведмідь U. a. syriacus, лісовий кіт, кавказький леопард, вірменський муфлон і безоаровий козел. Леопард, бурий ведмідь, безоаровий козел і вірменський муфлон також занесені до Міжнародного червоного списку зникаючих видів.

## Заказник «Зангезур»
Заказник «Зангезур» є зовсім новою територією, що охороняється, створено 15 жовтня 2009 р. (рішення Уряду Республіки Вірменія № 1187-Н). Незважаючи на віддалене розташування вздовж протилежного державного кордону південної Вірменії, він підпорядковується державній некомерційній організації «Державний заповідник» Шикахох".
Територія заказника займає площу 17368,77 га вздовж Зангезурського хребта (долини річок Вохчі і Гехи) і південних схилів Баргушатського хребта і межує з гірничодобувним районом м. Каджаран і Мегринським хребтом на сході і Ордубадським національним парком в Нахічеванській Республіці Азербайджану на південному заході.
У високогірних областях Зангезуру (2200-3500 м над р.м.) переважають субальпійські та альпійські луки, які переходять в суворий нівальний пояс на великих висотах (г. Капутджух, 3906 м) і в залишкові ділянки широколистяних лісів і ксерофільних рідколісь на більш низьких висотах (800–2400 м). Альпійські луки, в яких домінують Minuartia aizoides, Veronica kurdica, Taraxacum steveni, Potentilla agaea, Sibbaldia procumbens, Chamaesciadium acaule та інші види рослин, флористично близьких до Ірану. Субальпійські луки мають аридний характер і багаті степовими видами, напр. Pyretrum szovittsii, P. balsamita, Antyllis boissieri, Helichrysum plicatum та інші. Ксерофільні рідколісся збереглися тільки в низинних ділянках (800–900 м, подекуди на південних схилах і вище), але зникли в субальпійській зоні (2400–2700 м) через антропогенний тиск. Справжній широколистяний ліс з домінуванням дуба грузинського Quercus iberica і рясного підліска поширений на висотах 900–1300 м; ліс з граба кавказького Carpinus caucasica, рідкісного підліску та слабкого трав'яного покриву — на 1300–1900 м; високогірний трав'янистий ліс з дуба крупнопильникового Q. macranthera — на 1900–2400 м.
Фауна Зангезура включає в себе 200 видів хребетних. Кавказький леопард Panthera pardus ciscaucasica, безоаровий козел Capra aegagrus, арменійський муфлон Ovis orientalis gmelinii, кавказький тетерев Tetrao mlokosiewiczi і вірменська гадюка Montivipera raddei занесені в Міжнародний червоний список зникаючих видів і Червону книгу Вірменії, а бурий ведмідь Ursus arctos і каспійський улар Tetraogallus caspicus — тільки в Червону книгу Вірменії.
Охороні природи в даному регіоні сприяє важкодоступність гірського рельєфу і близькість до Ордубадського національному парку в Нахічеванській Республіці. Основними і дуже небезпечними загрозами залишаються гірські розробки, браконьєрство, перевипасання худоби та розвиток інфраструктури.

## Заказник «Платановий гай»
Цей заказник включає в себе найбільший на Кавказі природний гай платана східного Platanus orientalis. Він був створений в 1958 р. постановою Ради Міністрів ВірмРСР (№ П-341 від 13 вересня 1958 р.) і зараз займає площу 64,2 га. До 2004 р. він перебував у підпорядкуванні Капанського лісгоспу, а потім для посилення природоохоронної діяльності було передано заповіднику «Шикахох». Заказник розташований близько заповідника «Шикахох» в безпосередній близькості від с. Неркін Анд в долині р. Цав на висотах 700–800 м над р.м. Для пом'якшення впливу діяльності людини, заказник оточений буферною зоною шириною близько 100 м, куди входять землі с. Неркін Анд і Капанського лісгоспу.
Завдяки низинному рельєфу, клімат в заказнику м'який і теплий. Сніговий покрив утворюється не щороку, швидко тане і досягає товщини не більше 10 см. Середньорічна кількість опадів 530 мм.
Платановий гай має витягнуту форму, шириною 50—200 м і довжиною 10 км, вздовж р. Цав. Основу гаю складають понад тисячу 200-250-річних дерев, що досягають висоти 30—35 м. Є також і дуже старі, дупласті екземпляри. Крім платана, тут ростуть і інші цінні та рідкісні види: горіх волоський Juglans regia, дуб араксинський Quercus araxina, обвойник грецький Periploca graeca, бересклет оксамитовий Euonymus velutina та інші. З ендеміків і рідкісних видів потрібно відзначити примули Воронова Primula woronowii і Комарова P. komarovii, а також грушу зангезурську Pyrus zangezura.
З фауни хребетних досить різноманітні рептилії: 7 видів ящірок, 8 видів змій і 2 види черепах. З рідкісних видів зустрічаються смугастий гологлаз Ablepharus bivittatus, котяча змія Telescopus fallax і закавказький полоз Elaphe hohenackeri. У водах р. Цав та її приток мешкає струмкова форель Salmo trutta fario, куринський вусань Barbus lacerta cyr i та інші види.